# Toni Naples
Pour les articles homonymes, voir Toni et Naples.
Toni Naples, née le 3 mai 1952 à Los Angeles, est une actrice et productrice américaine.

## Filmographie

### Comme actrice
- 1983 : Doctor Detroit : la fille de rêve
- 1983 : Female Mercenaries
- 1984 : 1st & Ten: The Championship (série télévisée) : la petite amie de Bob
- 1985 : The Click : la femme d'Harold
- 1986 : Shopping (Chopping Mall) de Jim Wynorski : la beauté principale du bain
- 1987 : Deathstalker II : Sultana
- 1988 : Hunter (série télévisée) : Mrs. Brown
- 1989 : Transylvania Twist : Maxine
- 1990 : Sorority House Massacre II : sergent Shawlee
- 1990 : Hard to Die : sergent Shawlee
- 1992 : Munchie : Mrs. Blaylok
- 1992 : Final Judgement : la danseuse #2
- 1992 : Counterstrike (série télévisée) : le rendez-vous de Peter
- 1993 : Prison Heat : Hellena
- 1993 : Little Miss Millions : la fille à vélo
- 1993 : American Yakuza : Mrs. Campanela
- 1994 : Dinosaur Island : la reine Morganna
- 1994 : Munchie Strikes Back : Newscaster
- 1995 : Sorceress : Maria, l'amie d'Erica
- 1996 : Caged Fear : Helga
- 1996 : The Assault : Jodi

### Comme productrice
- 1995 : Sorceress
- 2007 : The Breastford Wives